# Фогель, Иоганн-Карл-Христофор
Иоганн-Карл-Христофо́р Фогель (нем. Johann Karl Christoph Vogel; 19 июля 1795, Штадтильм — 25 ноября 1862, Лейпциг, Германский союз) — немецкий педагог, богослов. Отец Эдуарда Фогеля и Элизы Полько.

## Биография
Родился в городе Штадтильм. Изучал богословие и филологию в Йенском университете. С 1816 года был учителем, с 1821 года — директор воспитательного дома при усадьбе Вакербарт, Дрезден. В том же году женился на дочери писателя Карла Ланга. В браке родилось несколько детей, в том числе писательница Элиза Полько и путешественник Эдуард Фогель. В 1824 году стал директором городской школы в Крефельде, в 1832 году — директор гражданской школы в Лейпциге.

## Произведения
- Schul-Wörterbuch der deutschen Sprache. Mit besonderer Rücksicht auf Erleichterung und Förderung der Orthographie. Stereotypausgabe. Verlag von Bernhard Tauchnitz jun., Leipzig 1841.
- Des Kindes erstes Schulbuch. Fleischer, Leipzig 1843.
- Schulatlas mit Randzeichnungen.
- Hilfsbuch zum neuen Schulatlas.
- Handbuch zur Belebung des geographischen Unterrichts. Band 1: Naturbilder. Band 2: Geschichtsbilder. Band 3: Landschaftsbilder.
- Geographische Bilder zur Länder- und Völkerphysiognomie.
- Germania. Mustersammlung von Lesestücken aus der Geschichte und Geographie des deutschen Landes.
- (mit Friedrich Körner): Die höhere Bürgerschule. 1852–1862.
- Beiträge zur Geschichte der Leipziger Bürgerschule, 1851,